# Draadvlechttang

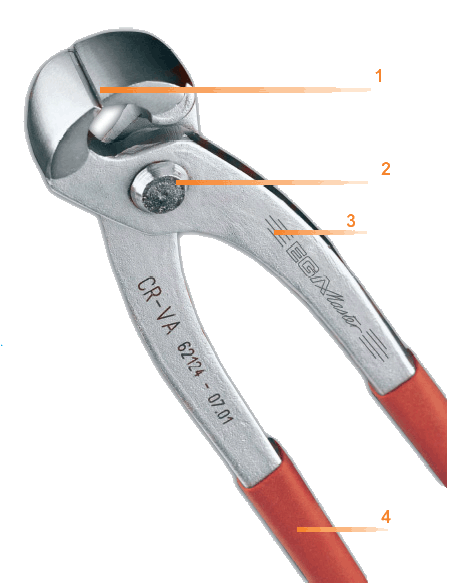
Draadvlechttang; 1 geslepen bekken, 2 scharnierpunt, 3 lange benen, 4 antisliphandvatten

Een draadvlechttang, vlechttang of moniertang wordt onder meer gebruikt door ijzervlechters, om verschillende wapeningsdelen voor betonconstructies door middel van ijzerdraad met elkaar te verbinden.
De tang lijkt op een  nijptang. Maar bij een nijptang zit het snijvlak veel verder op de kop, zodat het onder een spijker kan worden gedrukt. Bij een moniertang is de vorm ><. Hij heeft ook langere benen en kleinere bekken. Hierdoor kan een aanzienlijk grotere knipkracht worden uitgeoefend. Er kan gemakkelijk zacht staaldraad met een diameter tot circa 3 mm mee geknipt worden.